# فی گرانت
فی گرانت (انگلیسی: Faye Grant؛ زادهٔ ۱۶ ژوئیهٔ ۱۹۵۷) یک هنرپیشه اهل ایالات متحده آمریکا است. وی از سال ۱۹۸۱ میلادی تاکنون مشغول فعالیت بوده‌است.
از فیلم‌هایی که وی در آن نقش داشته‌است می‌توان به امور داخلی، مرد ژانویه، آثار قرمز و عبور از دلنسی اشاره کرد.